# انتخابات الرئاسة الهندية 2002
انتخابات الرئاسة الهندية 2002 هي الانتخابات الرئاسية التي جرت في 15 يوليو 2002، في الهند، لانتخاب رئيس الهند، فاز بالانتخابات أبو بكر زين العابدين عبد الكلام.